# چلیپاسنگ

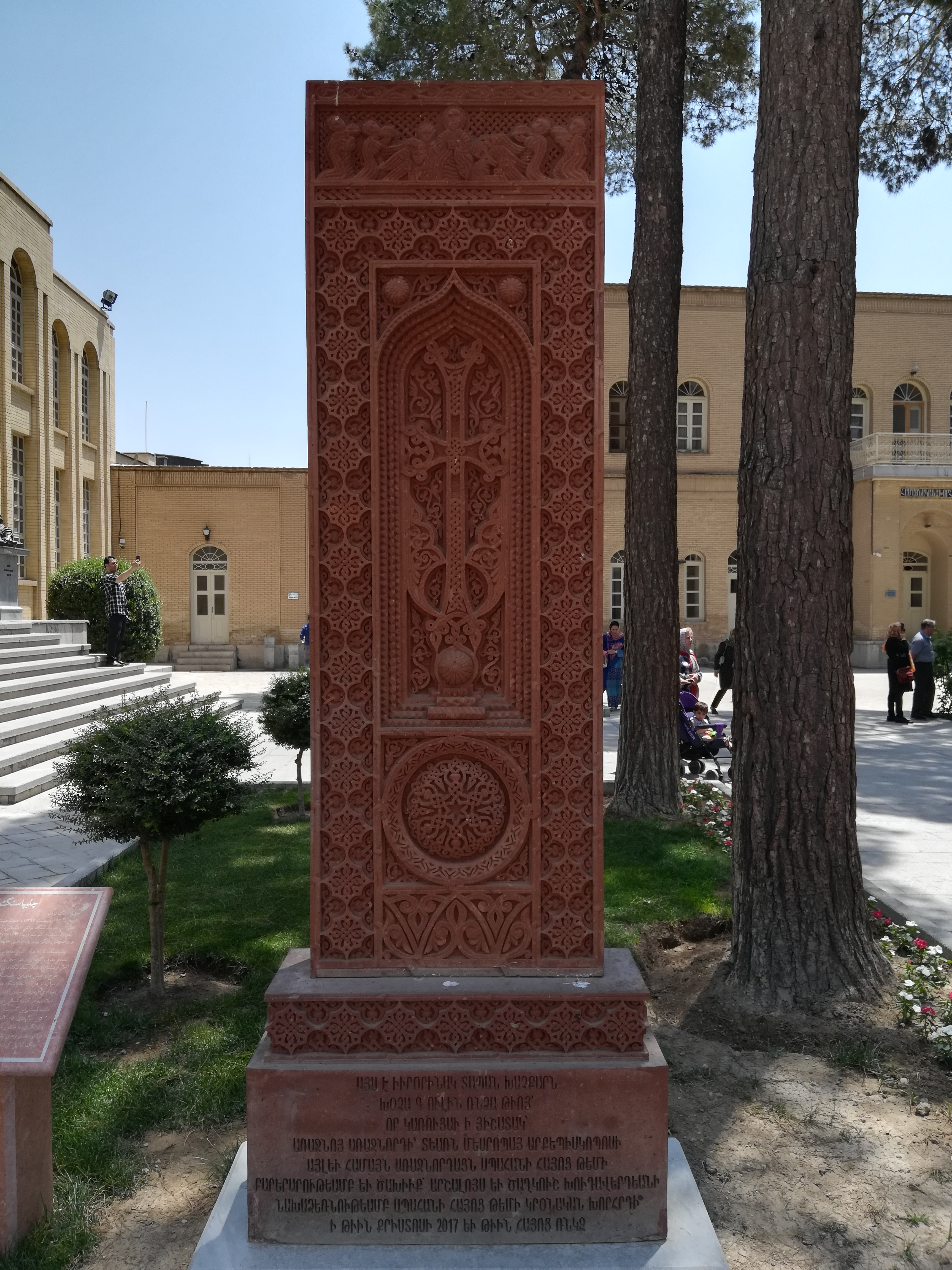
چلیپاسنگی در کلیسا وانک، شهر اصفهان.

چلیپاسنگ∗ یا خاچکار (به ارمنی: "Խաչքար") نام سنگهایی است که بر روی آن‌ها نقش صلیب کنده شده و هزاران عدد از آن‌ها در سراسر ارمنستان پراکنده‌است. خاچ به ارمنی یعنی صلیب یا چلیپا (واژه خاج که ما در ورق بازی بکار می‌بریم وام واژه‌ای ارمنی است در فارسی) و کار یعنی سنگ، پس خاچکار را می‌توان در فارسی به چلیپاسنگ ترجمه نمود.
پیشینه چلیپاسنگهای ارمنی بقولی به روزگار پیش از مسیحی شدن ارمنیان برمیگردد. بنظر کاوه فرخ میان چلیپا سنگ‌های ارمنستان و صلیب میترایی یا صلیب ایرانی ارتباط وجود دارد. در آن زمان نقش اژدها و دیگر موجودات افسانه‌ای را بر روی چوب می‌کندند. نخستین چلیپاسنگهای مسیحی بر روی چوب و سنگ هر دو کنده کاری می‌گشت و از سده نهم میلادی به این سو در سراسر سرزمین ارمنستان چلیپاسنگهایی برپا گشت. آن‌ها بیشتر به‌عنوان یادمان برای رویدادهای کهن و مهم مسیحی ساخته می‌شدند. بر روی برخی از آن‌ها شرح آن رویدادها نگاشته شده‌است. مردم ارمنستان به دور برخی از چلیپاسنگ‌ها زیارتگاه‌هایی برپا کرده‌اند و برخی هم معجزاتی را به آن‌ها نسبت می‌دهند.
چلیپاسنگ برای ارمنیان حکم همان پیکر مقدس کاتولیکها و شمایل ارتودوکس‌های یونانی را دارد. به جز نقش صلیب این سنگ‌ها نماد رنج مسیح و برخاستن او نیز هست. به علاوه چلیپاسنگ‌ها نماد درخت زندگی نیز هستند و این جنبه با آذینهای برگ مانند روی آن‌ها مشخص تر می‌گردد. باور توده مسیحی بر آن بوده که جنس چوب چلیپایی که عیسی در گُلگُتا بر آن میخکوب شد از جنس چوب درخت زندگی در باغ عدن بود.
واپسین گروه چلیپاسنگ‌های ارمنی هزاران خاچکاری‌ست که در سده‌های ۱۶ تا ۱۸ میلادی در گورستان شهر جلفا (به ارمنی: هین جوغا) ساخته و پرداخته گشته‌است. منطقه جلفا به یک کانون بازرگانی میان غرب و ایران تبدیل شده بود و تأثیر هنر ایرانی بر چلیپاسنگ‌های جلفا کاملاً هویداست. این تأثیر باعث شد تا چلیپاسنگ‌ها شکل ستون مانند و باریکتری پیدا کنند، صلیب میانی در میان یک محراب باریک قرار گیرد و بخش بالای محراب به یک کمان نوک تیز ختم شود که از ویژگی‌های هنری ایران و شرق است.

## نخجوان

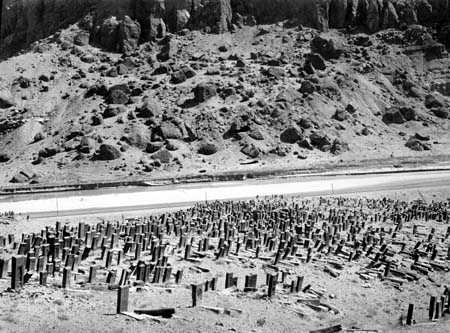
چلیپاسنگ‌ها در منطقهٔ جلفا سال۱۹۱۵م

پس از استقلال جمهوری‌های سابق شوروی و آغاز مناقشهٔ قره‌باغ، ارمنیان باقی‌مانده در نخجوان نیز از این منطقه اخراج شدند. طی سال‌های پس از استقلال، جمهوری آذربایجان با پیروی از سیاست‌های ترکیه برای اثبات عدم تعلق ارمنیان به این منطقه و نبود پیشینه‌ای از آنان اقدام به تخریب بناهای تاریخی به جای مانده از ارمنیان در ابعاد بسیار وسیع کرد.
حد نهایت این نابودسازی فرهنگی در منطقهٔ جلفا اتفاق افتاد. در کنارهٔ رود ارس و در نزدیکی خط مرزی ایران، حدود سه هزار چلیپاسنگ مربوط به سده‌های نهم تا شانزدهم میلادی قرار داشت که آثاری منحصر به فرد محسوب می‌شدند.
در ۱۹۹۸م جمهوری آذربایجان با کمک ماشین‌آلات سنگین پس از خرد کردن این چلیپاسنگ‌ها شروع به حمل آن‌ها با قطار به محلی نامعلوم کرد که با اعتراض دولت ارمنستان و دخالت یونسکو تخریب این چلیپاسنگ‌ها متوقف شد اما به دلیل عدم قاطعیت سازمان‌های بین‌المللی در جلوگیری از نابودسازی فرهنگی درمنطقهٔ نخجوان دولت آذربایجان تخریب این آثار را از سر گرفت و در نوامبر ۲۰۰۴م، با اعزام حدود دویست سرباز طی چند روز کلیهٔ سنگ‌صلیب‌ها خرد شد، آن‌ها را به داخل رود ارس ریختند و سپس، در محل این آثار با ارزش تاریخی میدان تیر بنا کردند.

## نگارخانه

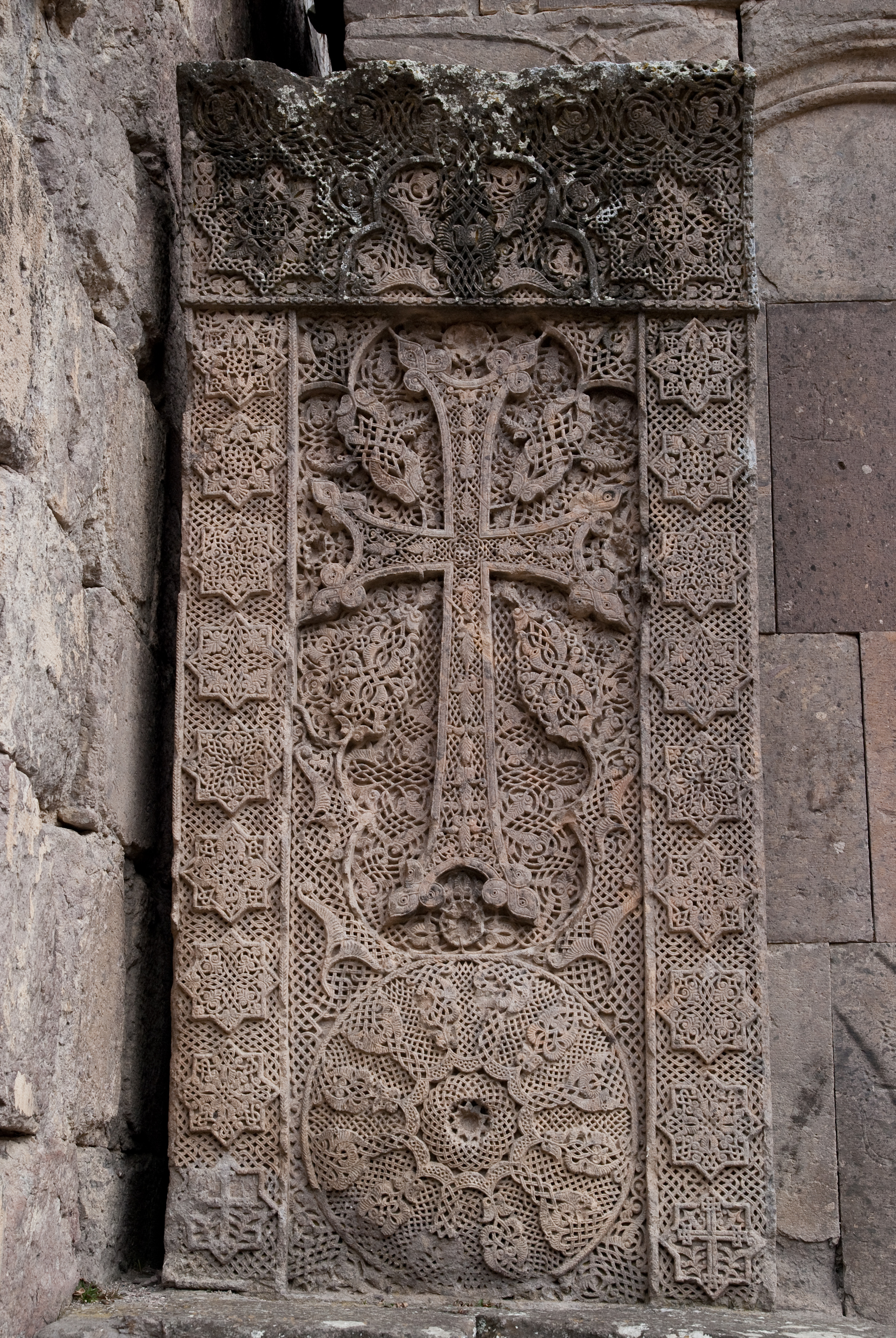
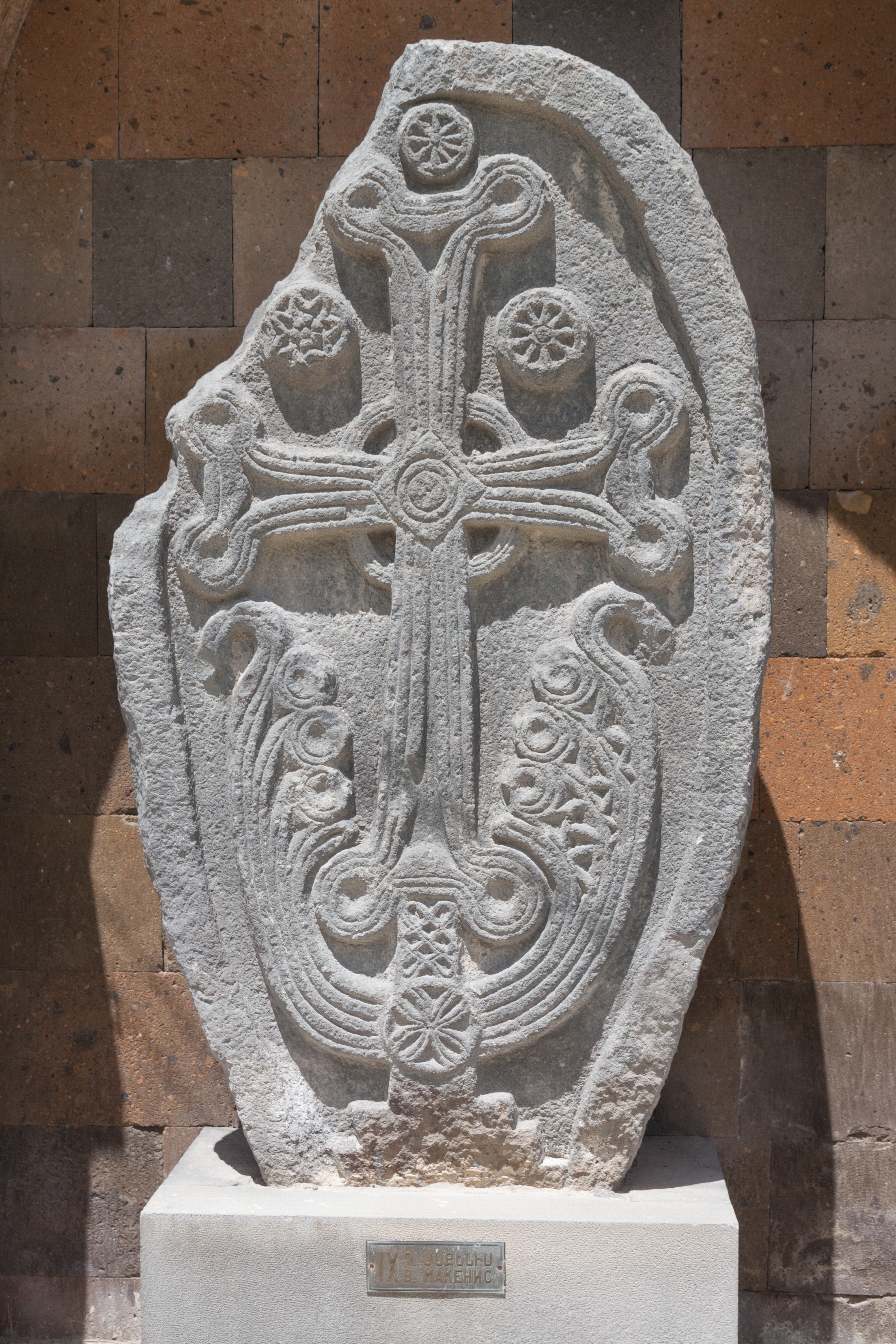
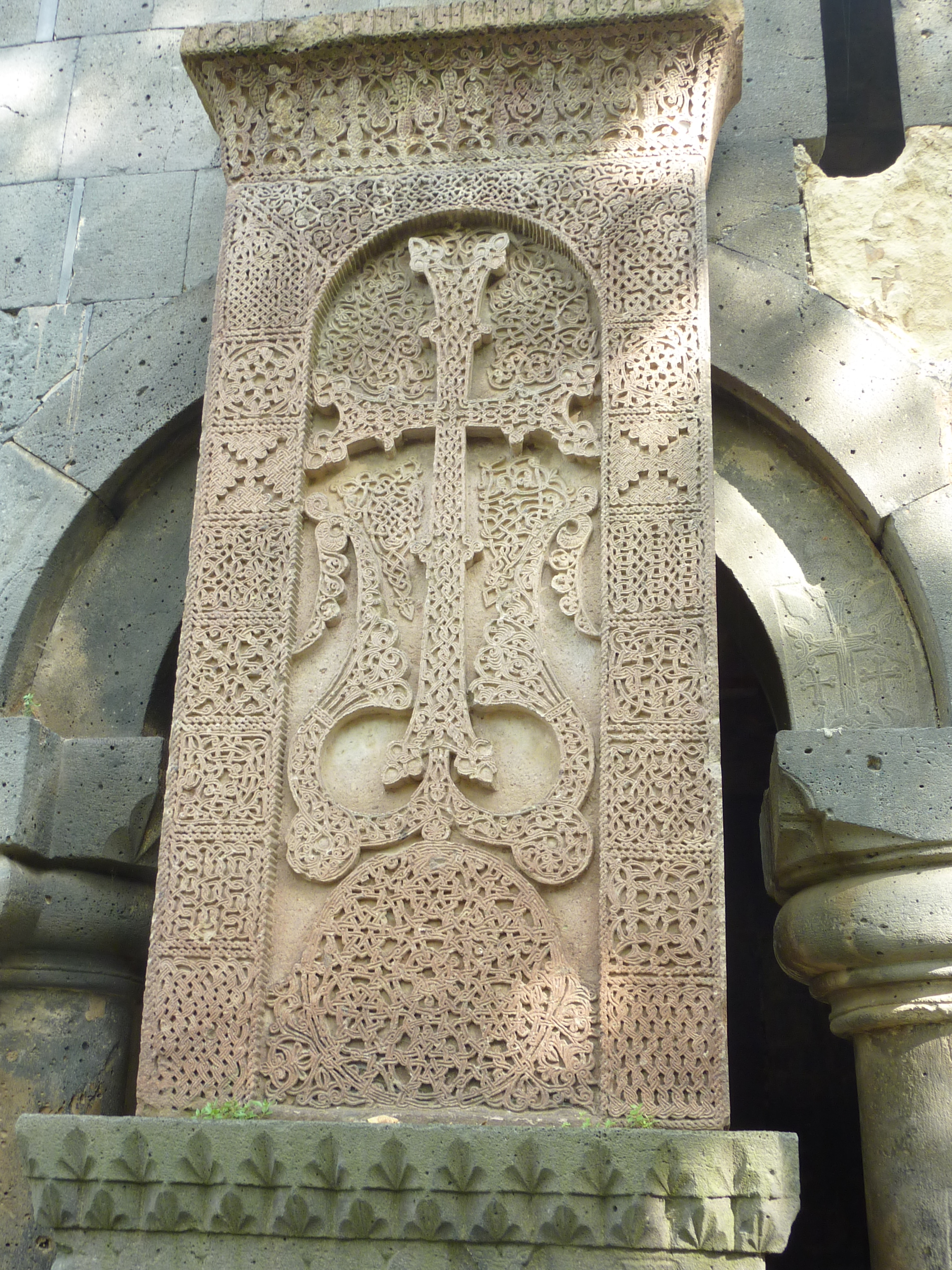
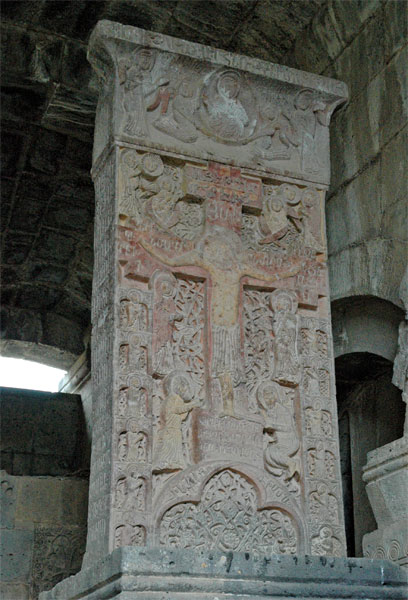
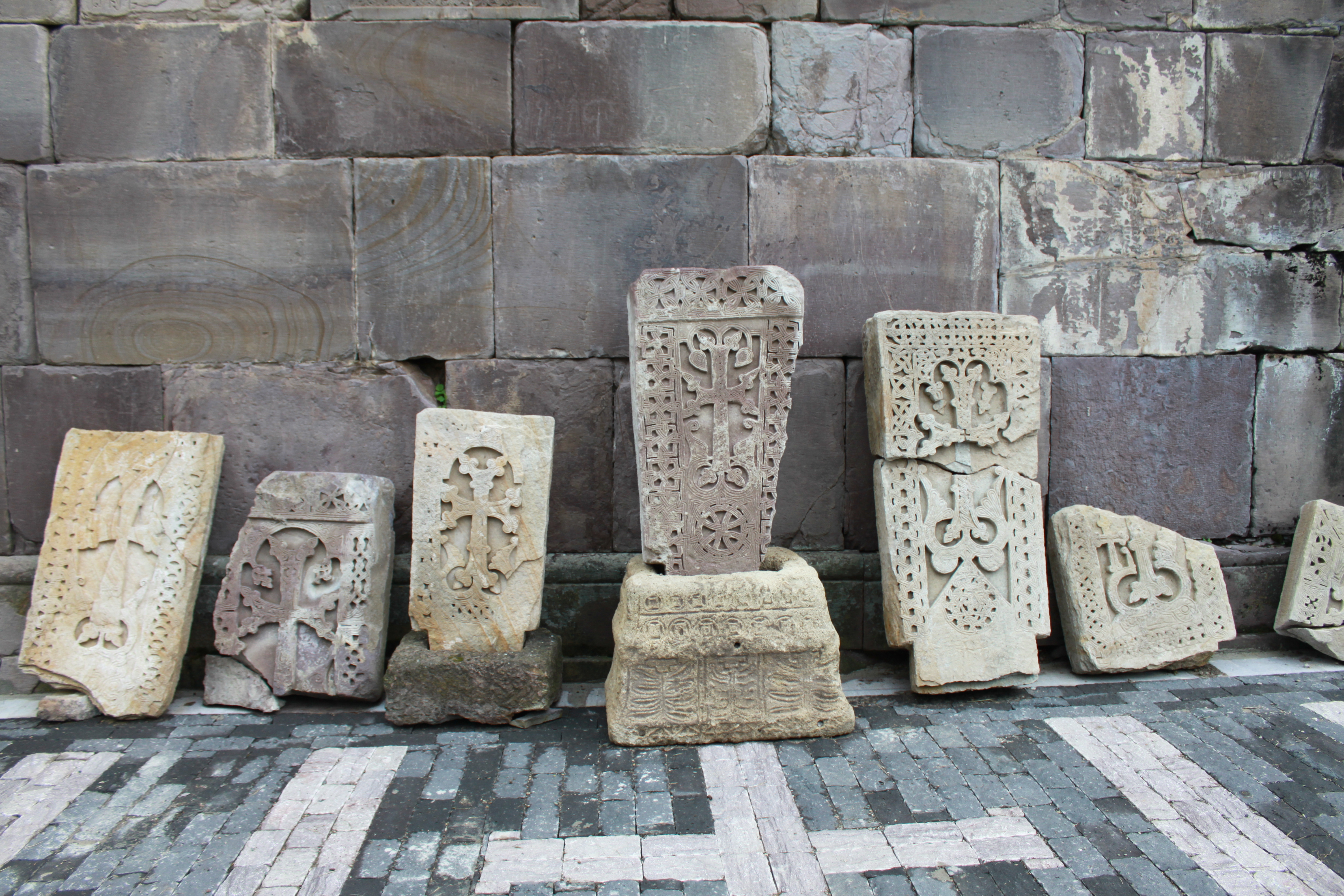
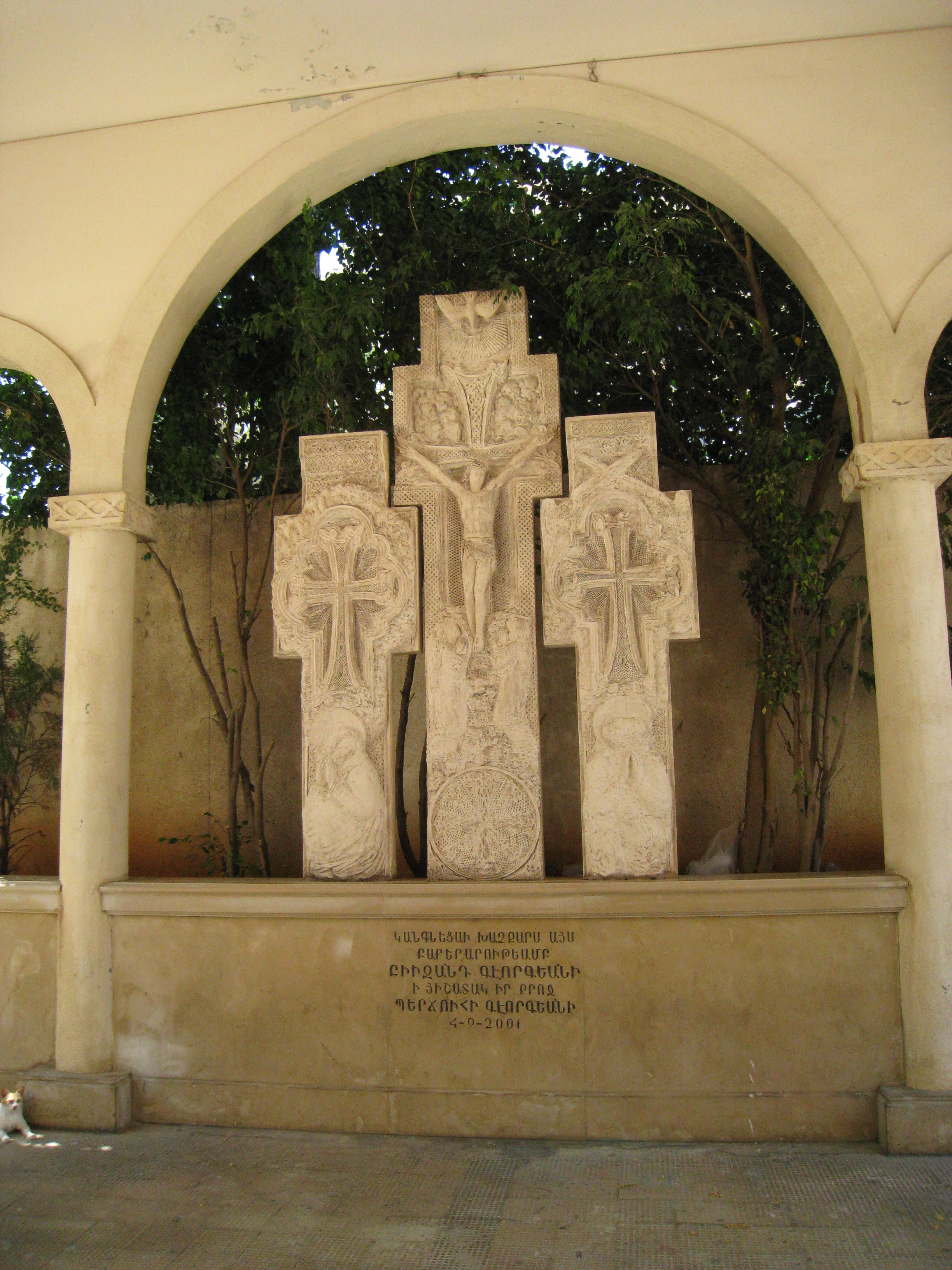
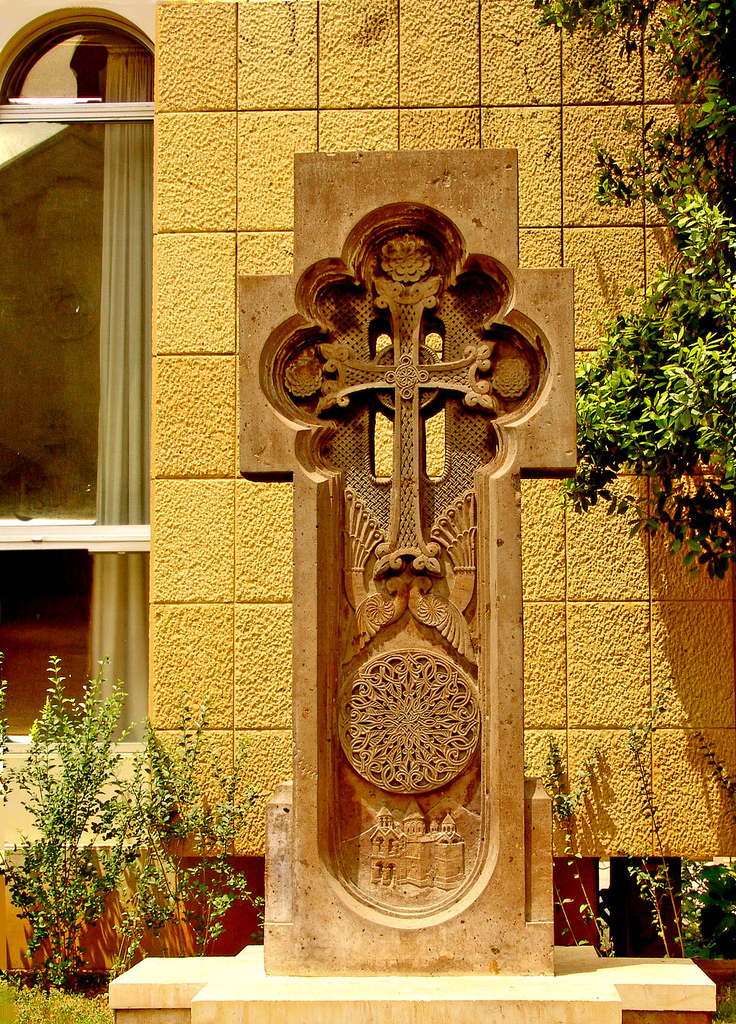
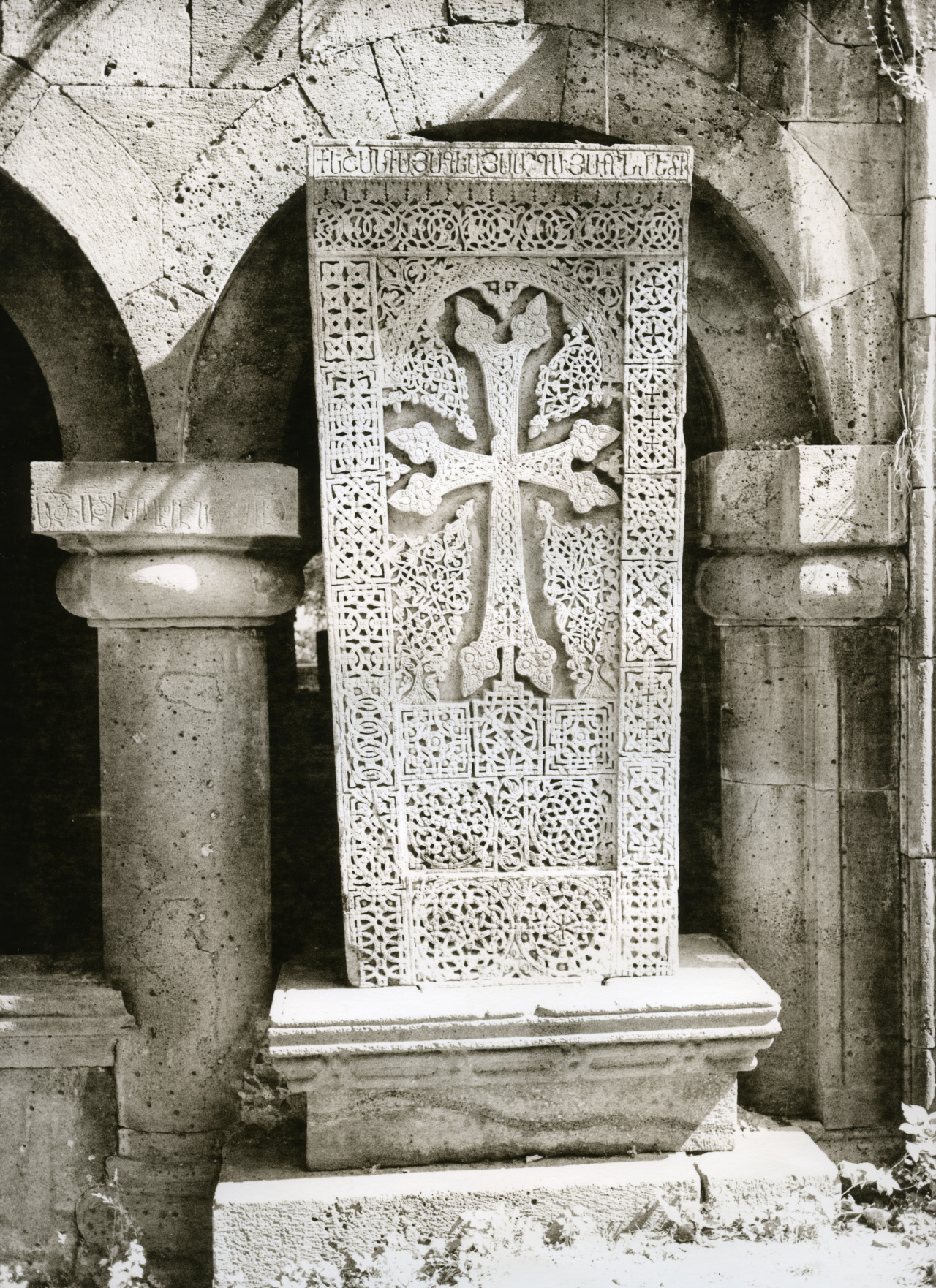
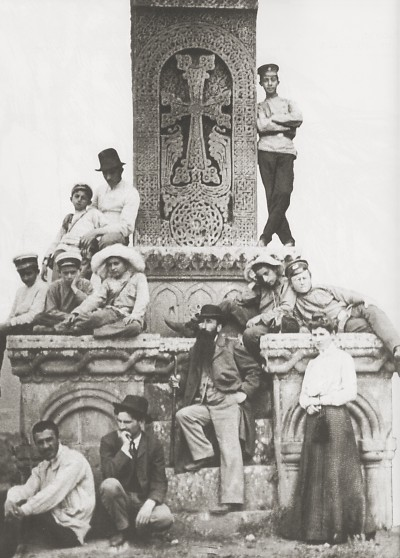
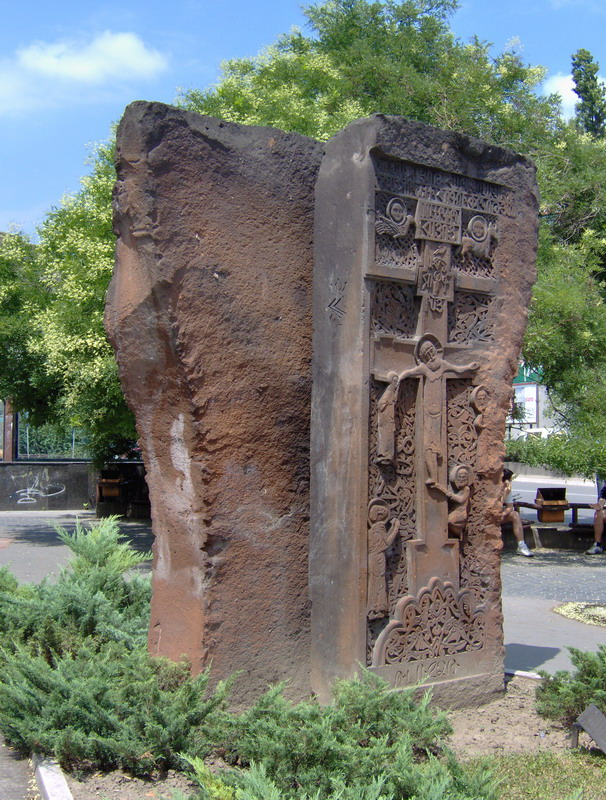
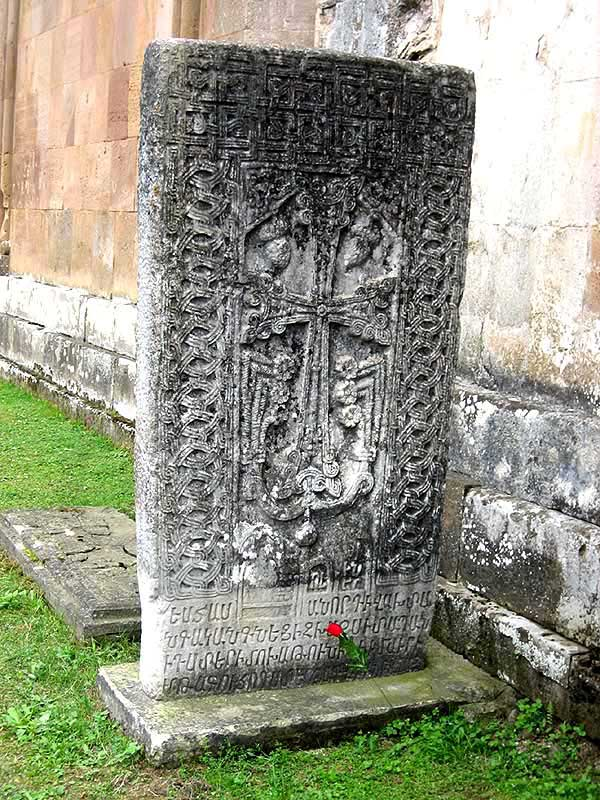
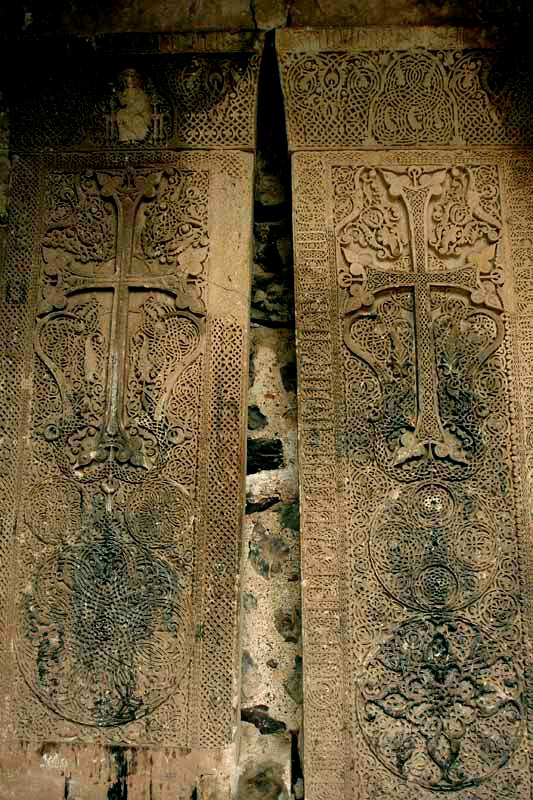
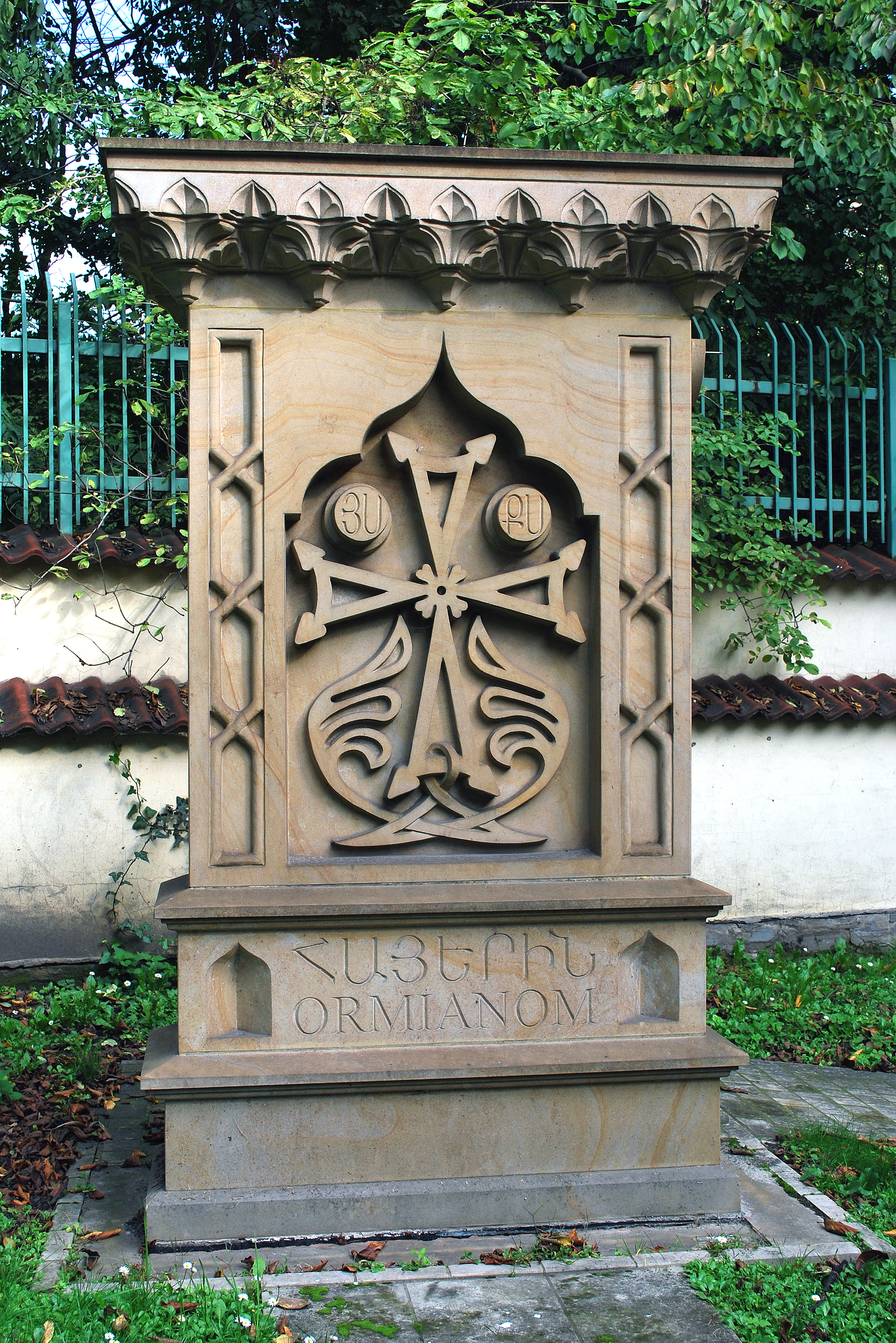
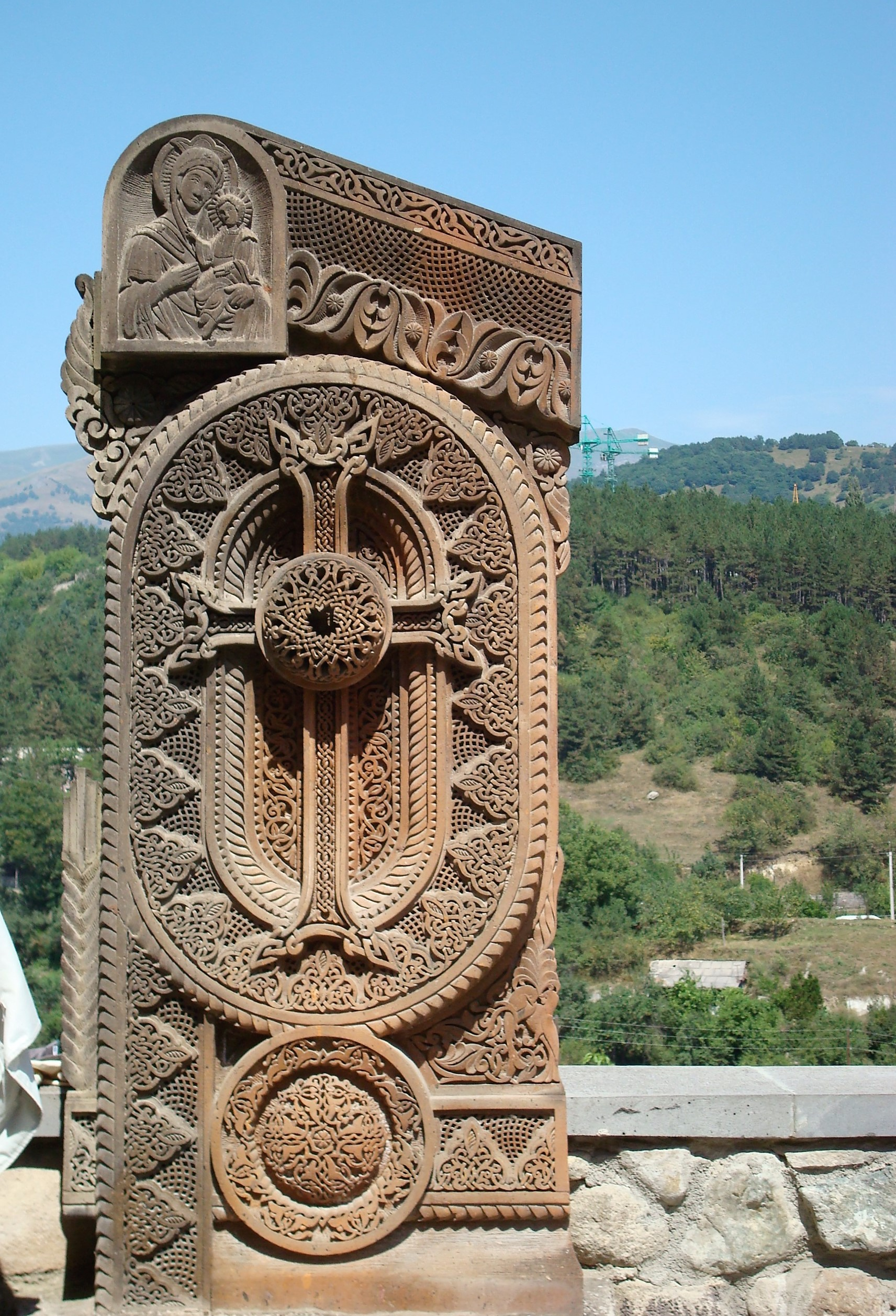